# Эдебали, Касим
Касим Джонатан Эдебали (нем. Kasim Jonathan Edebali; 17 августа 1989, Гамбург) — профессиональный немецкий и американский футболист, играет на позиции ди-энда. С 2014 по 2018 год выступал за ряд клубов НФЛ, с 2021 года играет в команде Европейской лиги футбола «Гамбург Си Девилз». Студенческую карьеру провёл в составе команды Бостонского колледжа.

## Биография
Касим Эдебали родился 17 августа 1989 года в Гамбурге, там же вырос. Воспитывался матерью, турчанкой Несрин Эдебали. С отцом, военнослужащим армии США Джонатаном Страдфордом, он начал общаться только после переезда в США и поступления в колледж. В американский футбол Эдебали начал играть в Германии, в молодёжной команде «Гамбург Хаскис». В 2006 году он принимал участие в чемпионате Европы в составе сборной Германии возрастной категории до 19 лет.
В 2007 году по программе USA Football International Student он переехал в США. Два года Эдебали учился в школе Кимболл Юнион Академи в Нью-Гемпшире, играл в футбол на позициях ди-энда и тайт-энда. После окончания школы получил спортивную стипендию в Бостонском колледже.

### Любительская карьера
Сезон 2009 года Эдебали провёл в статусе освобождённого игрока, тренируясь с командой, но не участвуя в матчах. В турнире NCAA он дебютировал в 2010 году. Сыграл тринадцать матчей, четыре из них начал в стартовом составе, сделал 13 захватов. В 2011 году он закрепился в основном составе и сыграл во всех двенадцати матчах сезона, проведя на поле 699 розыгрышей.
В 2012 году он принял участие в одиннадцати матчах, став лучшим в команде по количеству захватов с потерей ярдов и сэков. В 2013 году Эдебали был выбран одним из капитанов Иглз. По итогам тринадцати игр он снова стал лидером команды по ряду статистических показателей. После завершения сезона ему была присуждена командная награда имени Пола Каваны, вручаемая за заслуги на поле и за его пределами.

#### Статистика выступлений в NCAA
| Сезон | Команда             | Игры | Захваты | Захваты | Захваты | Захваты | Захваты | Перехваты | Перехваты | Перехваты | Перехваты | Перехваты | Фамблы | Фамблы | Фамблы | Фамблы |
| Сезон | Команда             | Игры | Solo    | Ast     | Tot     | Loss    | Sk      | Int       | Yds       | Y/R       | TD        | PD        | FR     | Yds    | TD     | FF     |
| ----- | ------------------- | ---- | ------- | ------- | ------- | ------- | ------- | --------- | --------- | --------- | --------- | --------- | ------ | ------ | ------ | ------ |
| 2009  | Бостон Колледж Иглз | —    | —       | —       | —       | —       | —       | —         | —         | —         | —         | —         | —      | —      | —      | —      |
| 2010  | Бостон Колледж Иглз | 13   | 7       | 6       | 13      | 1,5     | 0,0     | 0         | 0         | 0,0       | 0         | 1         | 0      | 0      | 0      | 0      |
| 2011  | Бостон Колледж Иглз | 12   | 13      | 14      | 27      | 0,5     | 0,0     | 0         | 0         | 0,0       | 0         | 5         | 0      | 0      | 0      | 0      |
| 2012  | Бостон Колледж Иглз | 11   | 32      | 27      | 59      | 7,5     | 1,5     | 0         | 0         | 0,0       | 0         | 4         | 0      | 0      | 0      | 1      |
| 2013  | Бостон Колледж Иглз | 13   | 37      | 31      | 68      | 15,0    | 8,5     | 0         | 0         | 0,0       | 0         | 4         | 2      | 0      | 0      | 4      |
| Всего | Всего               | 49   | 89      | 78      | 167     | 24,5    | 10,0    | 0         | 0         | 0,0       | 0         | 14        | 2      | 0      | 0      | 5      |

### Профессиональная карьера
Перед драфтом НФЛ 2014 года аналитик издания Bleacher Report Даррен Пейдж отметил прогресс Эдебали как пас-рашера по ходу заключительного сезона в колледже. Он прогнозировал ему выбор в пятом или шестом раунде и будущее в роли игрока ротации с перспективой попадания в стартовый состав через один или два сезона.
На драфте Эдебали выбран не был и в мае в статусе свободного агента подписал контракт с клубом «Нью-Орлеан Сэйнтс». По итогам тренировочных сборов ему удалось закрепиться в составе клуба, в дебютном сезоне он принял участие в шестнадцати матчах регулярного чемпионата, выходя на поле в защите и составе специальных команд. В последующие два сезона он сыграл за «Сэйнтс» ещё 32 матча, сделав 54 захвата и восемь сэков. После окончания сезона 2016 года Эдебали покинул команду, в марте 2017 года он заключил однолетний контракт на 1,2 млн долларов с «Денвером».
В составе «Бронкос» в регулярном чемпионате 2017 года он провёл девять матчей, большую часть времени появляясь на поле как игрок специальных команд. В ноябре Эдебали был выставлен на драфт отказов и перешёл в «Детройт Лайонс». За новую команду он сыграл четыре матча. В декабре 2017 года он второй раз за сезон прошёл через драфт отказов, после чего стал игроком «Лос-Анджелес Рэмс». Позднее он вернулся в «Сэйнтс», но на поле до конца сезона не выходил. Летом 2018 года Эдебали заключил контракт с «Чикаго Беарс».
После окончания предсезонных сборов 2018 года Эдебали был отчислен. В ноябре его пригласили «Цинциннати Бенгалс», которым требовался пас-рашер для замены травмированного Престона Брауна. В 2019 году в течение короткого времени он работал в составе клуба «Окленд Рэйдерс». Весной 2021 года Эдебали заключил соглашение с клубом «Гамбург Си Девилз» из Европейской лиги футбола. В чемпионате 2021 года он сыграл в пяти матчах, после чего получил травму. В марте 2022 года он продлил контракт с клубом ещё на один сезон.

#### Статистика выступлений в НФЛ

##### Регулярный чемпионат
| Сезон | Команда            | Игры | Захваты | Захваты | Захваты | Захваты | Захваты | Перехваты | Перехваты | Перехваты | Перехваты | Перехваты | Фамблы | Фамблы | Фамблы | Фамблы |
| Сезон | Команда            | Игры | Solo    | Ast     | Tot     | Loss    | Sk      | Int       | Yds       | Y/R       | TD        | PD        | FR     | Yds    | TD     | FF     |
| ----- | ------------------ | ---- | ------- | ------- | ------- | ------- | ------- | --------- | --------- | --------- | --------- | --------- | ------ | ------ | ------ | ------ |
| 2014  | Нью-Орлеан Сэйнтс  | 16   | 15      | 7       | 22      | 2       | 2,0     | 0         | 0         | 0,0       | 0         | 0         | 0      | 0      | 0      | 1      |
| 2015  | Нью-Орлеан Сэйнтс  | 16   | 18      | 3       | 21      | 4       | 5,0     | 0         | 0         | 0,0       | 0         | 2         | 1      | 0      | 0      | 0      |
| 2016  | Нью-Орлеан Сэйнтс  | 16   | 8       | 3       | 11      | 1       | 1,0     | 0         | 0         | 0,0       | 0         | 1         | 0      | 0      | 0      | 0      |
| 2017  | Денвер Бронкос     | 9    | 0       | 1       | 1       | 0       | 0,0     | 0         | 0         | 0,0       | 0         | 0         | 0      | 0      | 0      | 0      |
| 2017  | Детройт Лайонс     | 4    | 0       | 0       | 0       | 0       | 0,0     | 0         | 0         | 0,0       | 0         | 0         | 0      | 0      | 0      | 0      |
| 2018  | Цинциннати Бенгалс | 1    | 0       | 0       | 0       | 0       | 0,0     | 0         | 0         | 0,0       | 0         | 0         | 0      | 0      | 0      | 0      |
| Всего | Всего              | 62   | 41      | 14      | 55      | 7       | 8,0     | 0         | 0         | 0,0       | 0         | 3         | 1      | 0      | 0      | 1      |